# Leonówka (powiat chełmski)
Leonówka – kolonia w Polsce położona w województwie lubelskim, w powiecie chełmskim, w gminie Wierzbica.
W latach 1975–1998 miejscowość należała administracyjnie do województwa chełmskiego.